# Districte de Chókwè
El Districte de Chókwè és un districte de Moçambic, situat a la província de Gaza. Té una superfície 1.864 kilòmetres quadrats. En 2007 comptava amb una població de 186.587 habitants. Limita al nord amb el districte de Mabalane, al nord i nord-est amb el districte de Guijá, a l'est amb el districte de Chibuto, al sud amb el districte de Bilene Macia i a l'oest amb el districte de Magude de la província de Maputo.

## Divisió administrativa
El districte està dividit en quatre postos administrativos (Chókwè, Lionde, Macarretane i Xilembene), compostos per les següents localitats:
- Posto Administrativo de Chókwè:
  - Cidade do Chókwè
- Posto Administrativo de Lionde:
  - Conhane
  - Lionde
  - Malau
- Posto Administrativo de Macarretane:
  - Macarretane
  - Matuba
  - Maxinhol
- Posto Administrativo de Xilembene:
  - Vila de Xilembene
  - Chiduachine
  - Xilembene